# Mikroregion Paracatu

Mikroregion Paracatu

Mikroregion Paracatu – mikroregion w brazylijskim stanie Minas Gerais należący do mezoregionu Noroeste de Minas.

## Gminy
- Brasilândia de Minas
- Guarda-Mor
- João Pinheiro
- Lagamar
- Lagoa Grande
- Paracatu
- Presidente Olegário
- São Gonçalo do Abaeté
- Varjão de Minas
- Vazante